# Ermitagaña
Ermitagaña es un barrio de la ciudad de Pamplona, Comunidad Foral de Navarra, España; se trata de uno de los catorce barrios en que se divide la ciudad de Pamplona; su denominación oficial es Ermitagaña-Mendebaldea.

## Toponimia
En la Edad Media existió un monasterio en la zona, conocido como San Miguel del Valle Claro o San Miguel de Barañain, situado en el paraje actualmente llamado San Miguel, en la muga entre Pamplona y Barañain, donde se construyeron el Conservatorio Profesional de Música Pablo Sarasate y la Biblioteca y Filmoteca General de Navarra, en la actual Mendebaldea. La zona recibió así el nombre de Sanmigelgaña o Jaundonemigelgaña, ambos de idéntico significado ("el alto de San Miguel").
Con el tiempo, el monasterio quedó reducido a ermita, de donde se adaptó el nombre para dar Ermitagaña. Se trata de una construcción vasca formada por las voces ermita (idéntico significado en castellano) y -gaña, que indica una posición en altura, y por tanto comprensible como "el alto de la ermita".
En la Edad Contemporánea aparecen ya formas en castellano como Alto de Ermitagaña o Cerro de Ermitagaña, tautopónimos, ya que la noción de altura ya está presente en la partícula -gaña, probablemente por desconocimiento de su significado euskera. El Gobierno de Navarra oficializó el topónimo Ermitagaña en 1992.
Actualmente, el distrito se divide en distintos barrios, como son:
- Irunlarrea (del euskera iruña + larrea, sea "prado de Pamplona"), documentado desde 1408, abarca el Complejo hospitalario de Navarra[7]
- Mendebaldea (del euskera, oeste), designa la zona occidental del barrio, en la muga con Barañain, desarrollada a partir de 1979[8]
- Ermitagaña, su uso se restringe en este contexto al resto de zonas del distrito, que datan de la construcción original a partir de 1965

Para evitar confusiones, el distrito recibe la denominación Ermitagaña-Mendebaldea para distinguirlo del barrio homónimo que se encuentra dentro de sus límites.

## Localización
El barrio se encuentra localizado al oeste de la ciudad, entre Barañáin, Irunlarrea, San Juan e Iturrama. Dentro también se encuentra Mendebaldea considerada también como barrio.

## Comunicaciones
| Eskualdeko Hiri Garraioa/Transporte Urbano Comarcal |                                             |                                             |
| Inicio                                              | Línea                                       | Fin                                         |
| Burlada/Burlata                                     | 4                                           | Barañáin                                    |
| Atarrabia/Villava                                   | 7                                           | Barañáin                                    |
| Ermitagaña                                          | 12                                          | Mendillorri                                 |
| Erripagaña                                          | 19                                          | Barañáin                                    |
| Hirigunea/Centro                                    | N2                                          | Barañáin                                    |
| Taxi Iruñerria                                      |                                             |                                             |
| Zona                                                | A                                           | A                                           |
| Estaciones                                          | Barañain etorbidea 17/Avenida Barañain nº17 | Barañain etorbidea 17/Avenida Barañain nº17 |